# Bel Air South
Bel Air South és una concentració de població designada pel cens dels Estats Units a l'estat de Maryland. Segons el cens del 2000 tenia 39.711 habitants.

## Demografia
Segons el cens del 2000, Bel Air South tenia 39.711 habitants, 14.869 habitatges, i 11.017 famílies. La densitat de població era de 976 habitants per km².
Dels 14.869 habitatges en un 40,5% hi vivien nens de menys de 18 anys, en un 62,7% hi vivien parelles casades, en un 8,4% dones solteres, i en un 25,9% no eren unitats familiars. En el 21,2% dels habitatges hi vivien persones soles el 6,9% de les quals corresponia a persones de 65 anys o més que vivien soles. El nombre mitjà de persones vivint en cada habitatge era de 2,67 i el nombre mitjà de persones que vivien en cada família era de 3,13.
Per edats la població es repartia de la següent manera: un 28,7% tenia menys de 18 anys, un 6% entre 18 i 24, un 34,8% entre 25 i 44, un 21,3% de 45 a 60 i un 9,2% 65 anys o més.
L'edat mediana era de 35 anys. Per cada 100 dones de 18 o més anys hi havia 91 homes.
La renda mediana per habitatge era de 62.064 $ i la renda mediana per família de 69.402 $. Els homes tenien una renda mediana de 49.566 $ mentre que les dones 34.263 $. La renda per capita de la població era de 26.658 $. Entorn de l'1,4% de les famílies i el 2,6% de la població estaven per davall del llindar de pobresa.

## Poblacions més properes
El següent diagrama mostra les poblacions més properes.